# Aurel Persu

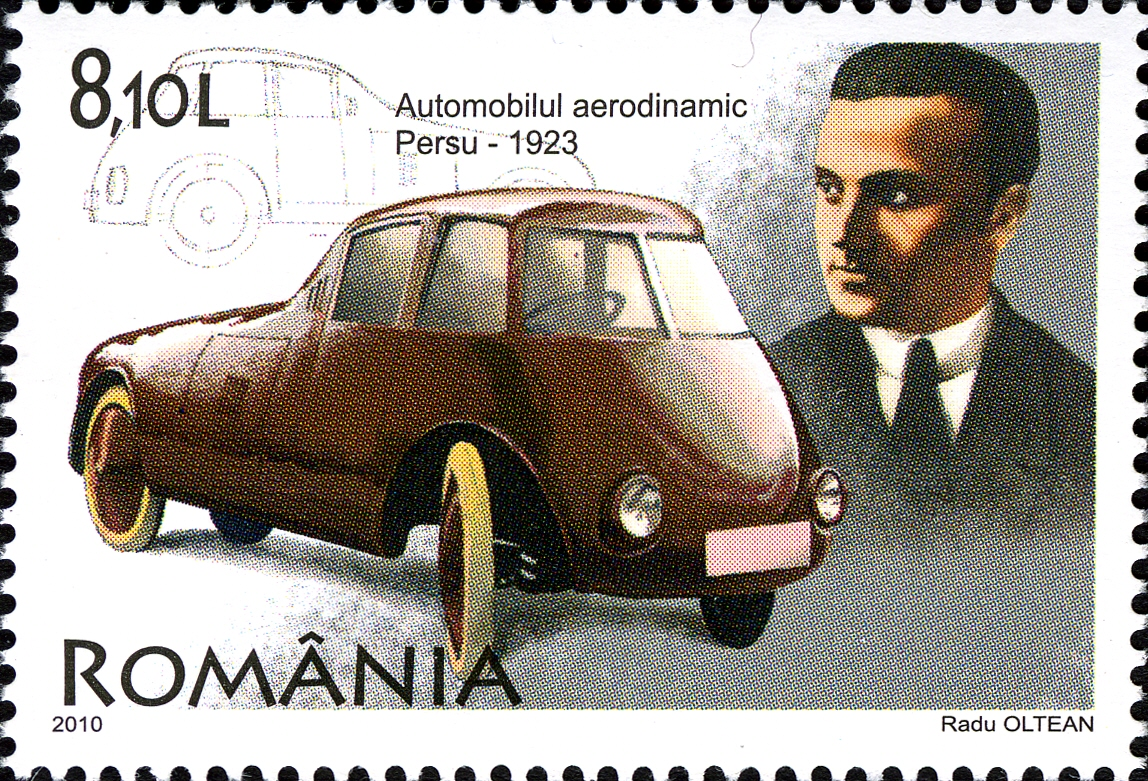
Aurel Persu op een Roemeense postzegel uit 2010

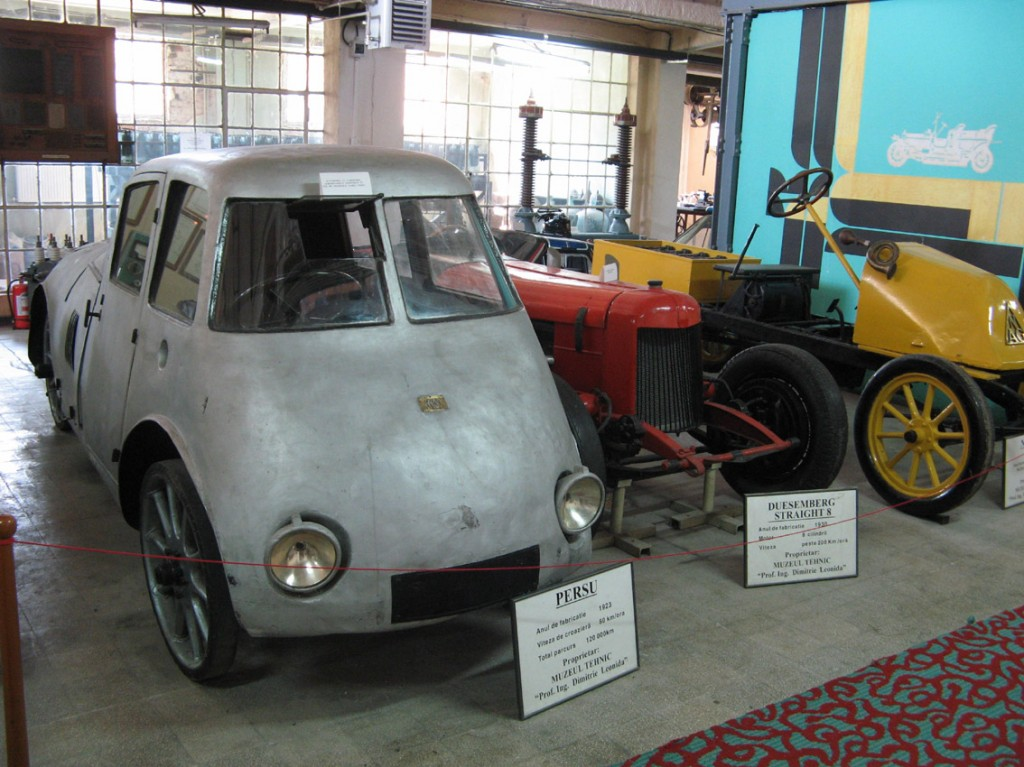
Aurel Persu-auto voor de restauratie.

Aurel Persu (Boekarest, 26 december 1890 - Boekarest, 5 mei 1977) was een Roemeense ingenieur en auto-ontwerper, de eerste die de wielen in de carrosserie van de auto plaatste als onderdeel van zijn poging om de perfecte aerodynamische vorm voor auto's te bereiken. Hij kwam tot de conclusie dat de perfect aerodynamische auto de vorm moet hebben van een vallende waterdruppel, en ging daarmee een stap verder in de richting van die vorm dan de auto die de Oostenrijker Edmund Rumpler in 1921 in Berlijn had gepresenteerd.

## Gepatenteerd aerodynamisch ontwerp
Persu studeerde technische natuurkunde aan de Technische Universiteit Berlijn waar hij in 1913 afstudeerde. Hij werd een specialist in de aerodynamica en dynamiek van vliegtuigen, implementeerde zijn idee in 1922-1923 in Berlijn en bouwde een auto met een zeer lage luchtweerstandscoëfficiënt van 0,28 (hetzelfde als een moderne Porsche Carrera) of zelfs 0,22 (nog steeds zeldzaam onder moderne productieauto's), afhankelijk van de bron. Deze luchtweerstandscoëfficiënt was veel beter dan de 0,8–1,0 die gebruikelijk was bij auto's die destijds werden gebruikt. Het was de eerste auto met wielen binnen de aerodynamische lijn, die we vandaag de dag als vanzelfsprekend beschouwen. Persu's ontwerp ontving in 1924 Duits patentnummer 402683 en Amerikaans patent 1648505 in 1927.

## Technisch museum
De originele auto heeft 120.000 kilometer gereden. Aurel Persu schonk het in 1969 aan het Dimitrie Leonida Technisch Museum in Boekarest, waar het sindsdien tentoongesteld wordt. In 2023 is de auto in ere gerestaureerd.